# Nuevo Partido Sakigake
El Nuevo Partido Sakigake (新党さきがけ Shintō Sakigake?, ”El Nuevo Partido Pionero”) fue un partido político japonés que se separó del Partido Liberal Democrático el 22 de junio de 1993. El partido fue creado por Masayoshi Takemura, era considerado como centrista y su base consistía en reformistas y ecologistas moderados. 
En 1993, luego de las elecciones generales, el Nuevo Partido Sakigake formó parte del Gabinete del primer ministro Morihiro Hosokawa, primer gobierno de coalición que no incluía el PLD desde 1955. Masayoshi Takemura fue nombrado ministro, como secretario del gabinete. En el gobierno del siguiente primer ministro, Tsutomu Hata, el partido se convirtió en un aliado sin formar parte del gabinete. En 1994, el Nuevo Partido Sakigake formó parte del gabinete de Tomiichi Murayama, con un gobierno de coalición con el Partido Liberal Demócrata y el Partido Social Democrático, que reemplazó a la coalición liberal encabezada el año pasado por el Partido de la Renovación de Japón.
En 1997, el Nuevo Partido Sakigake tenía dos miembros en la Cámara de Representantes y tres miembros en la Cámara de Consejeros. Sin embargo, decidieron moderar su posición con respecto al gobernante PLD y debido a la influencia de las facciones reformistas y ecologistas, los conservadores decidieron reformar el partido.
Así en 1998, el partido cambió su nombre a Partido Sakigake y en 2002 a Midori no Kaigi (Asamblea Política Ambiental Verde). El partido se disolvió el 22 de junio de 2004 debido a su fracaso de obtener algún escaño en las elecciones de ese año, significando el fin del movimiento Sakigake en la política japonesa.

## Resultados electorales
Cámara de Representantes
| Elecciones | Líder              | Votos constituyentes | % de votos | Escaños | +/- | Gobierno              |
| ---------- | ------------------ | -------------------- | ---------- | ------- | --- | --------------------- |
| 1993       | Masayoshi Takemura | 1.658.097 (#8)       | 2,64       | 13/511  |     | Gobierno de coalición |
| 1996       | Shoichi Ide        | 727.644 (#6)         | 1,29       | 2/500   | 11  | Oposición             |